# Castillo de San José
El castillo de San José es una fortaleza histórica y actualmente museo de arte en Arrecife en la isla canaria de Lanzarote, España. El castillo es la sede del Museo Internacional de Arte Contemporáneo. Es Bien de Interés Cultural desde 1949.

## Historia
Construido entre 1776 y 1779 el fuerte se construyó para proporcionar un baluarte defensivo contra los ataques piratas, y como proyecto de trabajo público para proporcionar una ocupación muy necesitada durante un tiempo de hambruna y pobreza en la isla, por ello se le denominó coloquialmente la Fortaleza de Hambre. La hambruna estuvo causada por diferentes motivos, principalmente un duro período de sequía, y la erupción poco antes del Timanfaya entre 1730 y 1736, el cual devastó la mayoría de las áreas agrícolas productivas en la isla. Carlos III de España, preocupado para la miseria de los isleños, ordenó la construcción de la fortaleza.
Situado en un acantilado por encima del Puerto de Naos, el fuerte en forma de D tiene muros semicirculares hacia el mar. En el lado tierra adentro el muro está protegido por dos pequeñas torretas, con un foso y su puente levadizo frente a la entrada. La fortaleza está construida de albañilería y bloques de roca de origen volcánico. La edificación en el interior está hecha de bóvedas de cañón y se utilizaban principalmente como polvorín.